# 대한민국의 대법관
대한민국의 대법관(大韓民國의 大法官, 영어: Associate Justice of the Supreme Court of Korea)은 대한민국의 대법원의 법관으로 특정직 공무원이다.

## 역사
대한민국 정부수립이후 21명의 대법관이 배출되었으나 1959년 1월 법원조직법 개정으로 대법관의 직무 부담을 덜어줄 목적으로 대법관의 하급자로 신설된 대법원 판사라는 직군 명칭이 박정희 대통령에 의한 군사정변 이후 대법관을 대체하다가 1988년 제9차 헌법개정과 함께 대법관으로 되돌려놨다. 특히 군사정변 이전에는 법조 경력 15년 안팎에다 특히 변호사 출신 중에서 발탁되는 경우가 많았으나 군사정변 이후에는 변호사 중에서 발탁되는 것은 극히 드물었고 법조 경력도 25년~30년이었다. 현행 헌법에서 대법관의 임기가 보장되지만 군사정변이 일어난 직후인 1961년 6월 21일 대법원 판사 41명과 지방법원장급 이상 법관 전원이 사퇴한 가운데 법원구성을 재구성한 상태에서 1970년초에 군복무 중 사고를 당한 군인, 군속에 대해서 손해배상청구권을 인정하지 않는 국가배상법에 대해 대법원 판사 9:7로 헌법상 평등의 원칙에 반하는 위헌이라는 판결을 하자 1972년 유신헌법에서 대법원의 위헌법률심사권을 위원장과 위원을 대통령이 임명하는 헌법위원회라는 신설기관으로 넘겼으며 1973년 3월 24일 유신헌법에 따른 법관 재임명 절차에서 국가배상법 위헌 결정을 했던 방순원 김치걸 사광욱 양회경 나항윤 홍남표 한봉세 유재방 등 9명이 재임명에서 탈락했다. 이후 박정희 대통령 시해사건에 대해 내란목적을 인정하지 않는 소수의견을 냈던 양병호, 민문기, 임항준, 김윤행, 서윤홍이 군부의 압력으로 사퇴하게 되고 그 자리에 윤운영, 김중서를 후임으로 기용했으나 윤운영은 7개월만에 물러나고 정치쇄신위원장을 맡았던 김중서만 재임명되는 등 대법관의 신분이 정치적 요인에 의해 불안한 적도 있었다.

## 법적 규정
대법원장은 국회의 동의를 얻어 대통령이 임명하며, 대법관은 대법원장의 제청으로 국회의 동의를 얻어 대통령이 임명한다. (헌법 제104조) 대법원장의 임기는 6년으로 하며, 중임할 수 없다. 대법관의 임기는 6년으로 하며, 법률이 정하는 바에 의하여 연임할 수 있다. (헌법 제105조)
대법원장과 대법관의 정년은 70세, 판사의 정년은 65세로 한다.(법원조직법 제45조 제4항) 대법관의 수는 법률로 정하는데 2008년 8월 기준으로는 대법원장을 포함하여 14인으로 한다고 규정되어 있다.
대법관은 대법원이 종심(終審)으로 심판하는 관할 사건(고등법원 또는 항소법원·특허법원의 판결에 대한 상고사건, 항고법원·고등법원 또는 항소법원·특허법원의 결정·명령에 대한 재항고사건 및 다른 법률에 의하여 대법원의 권한에 속하는 사건)을 담당하고, 대법관회의의 구성원이 된다. 대법원의 판결서에는 합의에 관여한 모든 대법관의 의견을 표시하여야 하는데, 이는 하급심 법원의 판결서와 다른 점이다.

## 현재 대법관 명단
| 구분     | 이름             | 취임일          | 임명   | 제청   | 사법시험              | 출신 학교       |
| -------- | ---------------- | --------------- | ------ | ------ | --------------------- | --------------- |
| 대법원장 | 조희대           | 2023년 12월 8일 | 윤석열 | 윤석열 | 23회                  | 경북고 / 서울대 |
| 대법관   |                  |                 |        |        |                       |                 |
| 노태악   | 2020년 3월 4일   | 문재인          | 김명수 | 26회   | 계성고 / 한양대       |                 |
| 이흥구   | 2020년 9월 9일   | 문재인          | 김명수 | 32회   | 통영고 / 서울대       |                 |
| 천대엽   | 2021년 5월 8일   | 문재인          | 김명수 | 31회   | 성도고 / 서울대       |                 |
| 오경미   | 2021년 9월 17일  | 문재인          | 김명수 | 35회   | 이리여고 / 서울대     |                 |
| 오석준   | 2022년 11월 25일 | 윤석열          | 김명수 | 29회   | 광성고 / 서울대       |                 |
| 서경환   | 2023년 7월 19일  | 윤석열          | 김명수 | 30회   | 건대부고 / 서울대     |                 |
| 권영준   | 2023년 7월 19일  | 윤석열          | 김명수 | 35회   | 대건고 / 서울대       |                 |
| 엄상필   | 2024년 2월 29일  | 윤석열          | 조희대 | 33회   | 진주동명고 / 서울대   |                 |
| 신숙희   | 2024년 2월 29일  | 윤석열          | 조희대 | 35회   | 창문여고 / 서울대     |                 |
| 노경필   | 2024년 8월 2일   | 윤석열          | 조희대 | 33회   | 광주고 / 서울대       |                 |
| 박영재   | 2024년 8월 2일   | 윤석열          | 조희대 | 32회   | 배정고 / 서울대       |                 |
| 이숙연   | 2024년 8월 6일   | 윤석열          | 조희대 | 36회   | 여의도여고 / 포항공대 |                 |
| 마용주   | 2025년 4월 8일   | 한덕수          | 조희대 | 33회   | 낙동고 / 서울대       |                 |

## 역대 대법관 명단
| 대법관 | 임명   | 제청   | 임기                    | 자격                   | 기타          |
| ------ | ------ | ------ | ----------------------- | ---------------------- | ------------- |
| 김병로 | 이승만 | 이승만 | 1948년 9월~1957년 12월  |                        | 초대 대법원장 |
| 김익진 | 이승만 | 김병로 | 1948년 11월~1949년 6월  |                        |               |
| 노진설 | 이승만 | 김병로 | 1948년 11월~1949년 7월  |                        |               |
| 최병주 | 이승만 | 김병로 | 1948년 11월~1950년 2월  |                        |               |
| 양대경 | 이승만 | 김병로 | 1948년 11월~1950년 4월  |                        |               |
| 김찬영 | 이승만 | 김병로 | 1948년 11월~1954년 6월  |                        |               |
| 백한성 | 이승만 | 김병로 | 1949년 11월~1953년 9월  |                        |               |
| 한상범 | 이승만 | 김병로 | 1950년 6월~1951년 2월   |                        |               |
| 김두일 | 이승만 | 김병로 | 1950년 6월~1960년 4월   |                        |               |
| 이우식 | 이승만 | 김병로 | 1951년 6월~1951년 12월  | 고등문관시험           |               |
| 한격만 | 이승만 | 김병로 | 1952년 2월~1952년 3월   |                        |               |
| 김동현 | 이승만 | 김병로 | 1952년 2월~1957년 7월   |                        |               |
| 김세완 | 이승만 | 김병로 | 1953년 6월~1959년 12월  | 판사특임시험           |               |
| 김갑수 | 이승만 | 김병로 | 1953년 6월~1960년 6월   | 고등문관시험           |               |
| 조용순 | 이승만 | 김병로 | 1953년 11월~1954년 6월  | 판검사특별고시 (25년)  |               |
| 허진   | 이승만 | 김병로 | 1954년 9월~1959년 9월   | 판검사특별고시 (21년)  |               |
| 고재호 | 이승만 | 김병로 | 1954년 9월~1961년 6월   | 고등문관시험           |               |
| 배정현 | 이승만 | 김병로 | 1954년 9월~1961년 6월   |                        |               |
| 백한성 | 이승만 | 김병로 | 1955년 4월~1961년 6월   | 사법관 시보시험 (30년) |               |
| 조용순 | 이승만 | 이승만 | 1958년 6월~1960년 5월   | 판검사특별고시 (25년)  | 2대 대법원장  |
| 변옥주 | 이승만 | 조용순 | 1958년 10월~1961년 6월  | 고등문관시험           |               |
| 오필선 | 이승만 | 조용순 | 1959년 10월~1961년 6월  |                        |               |
| 김연수 | 이승만 | 조용순 | 1960년 1월~1961년 6월   |                        |               |
| 조진만 | 윤보선 | 윤보선 | 1961년 7월~1964년 1월   | 고등문관시험           | 3대 대법원장  |
| 민복기 | 윤보선 | 조진만 | 1961년 9월~1963년 4월   | 고등문관시험           |               |
| 최윤모 | 윤보선 | 조진만 | 1961년 9월~1968년 8월   |                        |               |
| 사광욱 | 윤보선 | 조진만 | 1961년 9월~1973년 3월   | 고등문관시험           |               |
| 양회경 | 윤보선 | 조진만 | 1961년 9월~1973년 3월   | 고등문관시험           |               |
| 방순원 | 윤보선 | 조진만 | 1961년 9월~1973년 3월   | 고등문관시험           |               |
| 나항윤 | 윤보선 | 조진만 | 1961년 9월~1973년 3월   | 고등문관시험           |               |
| 홍순엽 | 윤보선 | 조진만 | 1961년 9월~1976년 11월  | 조선변호사시험 (36년)  |               |
| 이영섭 | 윤보선 | 조진만 | 1961년 9월~1979년 3월   | 고등문관시험           |               |
| 조진만 | 박정희 | 박정희 | 1964년 2월~1968년 10월  | 고등문관시험           | 4대 대법원장  |
| 방준경 | 박정희 | 조진만 | 1964년 3월~1966년 12월  | 판사특임시험 (33년)    |               |
| 한성수 | 박정희 | 조진만 | 1959년 2월~1968년 10월  |                        |               |
| 주운화 | 박정희 | 조진만 | 1964년 3월~1969년 8월   | 고등문관시험           |               |
| 손동욱 | 박정희 | 조진만 | 1964년 3월~1973년 3월   | 고등문관시험           |               |
| 김치걸 | 박정희 | 조진만 | 1964년 3월~1973년 3월   | 판사특임시험 (46년)    |               |
| 주재황 | 박정희 | 조진만 | 1968년 2월~1981년 4월   | 고등문관시험           |               |
| 민복기 | 박정희 | 박정희 | 1968년 10월~1973년 3월  | 고등문관시험           | 5대 대법원장  |
| 홍남표 | 박정희 | 민복기 | 1968년 12월~1973년 3월  | 고등문관시험           |               |
| 유재방 | 박정희 | 민복기 | 1968년 12월~1973년 3월  | 고등문관시험           |               |
| 한봉세 | 박정희 | 민복기 | 1969년 9월~1973년 3월   | 고등문관시험           |               |
| 김영세 | 박정희 | 민복기 | 1969년 9월~1979년 9월   | 조선변호사시험 (45년)  |               |
| 민문기 | 박정희 | 민복기 | 1969년 9월~1980년 8월   | 고등문관시험           |               |
| 양병호 | 박정희 | 민복기 | 1969년 9월~1980년 8월   | 조선변호사시험 (42년)  |               |
| 민복기 | 박정희 | 박정희 | 1973년 3월~1978년 12월  | 고등문관시험           | 6대 대법원장  |
| 이병호 | 박정희 | 민복기 | 1973년 4월~1976년 9월   | 고등문관시험           |               |
| 김윤행 | 박정희 | 민복기 | 1973년 4월~1980년 8월   | 조선변호사시험 2회     |               |
| 임항준 | 박정희 | 민복기 | 1973년 4월~1980년 8월   | 사법요원시험           |               |
| 한환진 | 박정희 | 민복기 | 1973년 4월~1981년 2월   | 고등문관시험           |               |
| 안병수 | 박정희 | 민복기 | 1973년 4월~1981년 4월   | 조선변호사시험 2회     |               |
| 이일규 | 박정희 | 민복기 | 1973년 4월~1985년 12월  | 조선변호사시험 2회     |               |
| 강안희 | 박정희 | 민복기 | 1975년 10월~1980년 4월  | 사법요원시험           |               |
| 나길조 | 박정희 | 민복기 | 1975년 10월~1981년 3월  | 조선변호사시험 1회     |               |
| 김용철 | 박정희 | 민복기 | 1975년 10월~1986년 4월  | 조선변호사시험 3회     |               |
| 유태흥 | 박정희 | 민복기 | 1977년 1월~1981년 4월   | 조선변호사시험 2회     |               |
| 정태원 | 박정희 | 민복기 | 1977년 1월~1981년 4월   | 조선변호사시험 2회     |               |
| 이영섭 | 박정희 | 박정희 | 1979년 3월~1981년 4월   | 고등문관시험           | 7대 대법원장  |
| 서윤홍 | 박정희 | 이영섭 | 1979년 4월~1980년 8월   | 고등고시 2회           |               |
| 김기홍 | 최규하 | 이영섭 | 1980년 6월~1981년 4월   | 고등고시 2회           |               |
| 김태현 | 최규하 | 이영섭 | 1980년 6월~1981년 4월   | 조선변호사시험 3회     |               |
| 윤운영 | 전두환 | 이영섭 | 1980년 9월~1981년 4월   | 조선변호사시험 2회     |               |
| 김중서 | 전두환 | 이영섭 | 1980년 9월~1984년 6월   | 조선변호사시험 2회     |               |
| 유태흥 | 전두환 | 전두환 | 1981년 4월~1986년 4월   | 조선변호사시험 2회     | 8대 대법원장  |
| 서일교 | 전두환 | 유태흥 | 1981년 4월~1981년 8월   | 조선변호사시험 1회     |               |
| 이회창 | 전두환 | 유태흥 | 1981년 4월~1986년 4월   | 고등고시 8회           |               |
| 신정철 | 전두환 | 유태흥 | 1981년 4월~1986년 4월   | 고등고시 7회           |               |
| 이성렬 | 전두환 | 유태흥 | 1981년 4월~1985년 1월   | 고등고시 5회           |               |
| 정태균 | 전두환 | 유태흥 | 1981년 4월~1986년 4월   | 고등고시 2회           |               |
| 강우영 | 전두환 | 유태흥 | 1981년 4월~1986년 4월   | 고등고시 1회           |               |
| 전상석 | 전두환 | 유태흥 | 1981년 4월~1986년 4월   | 고등고시 6회           |               |
| 이정우 | 전두환 | 유태흥 | 1981년 4월~1988년 7월   | 고등고시 6회           |               |
| 윤일영 | 전두환 | 유태흥 | 1981년 4월~1988년 7월   | 고등고시 7회           |               |
| 김덕주 | 전두환 | 유태흥 | 1981년 4월~1986년 4월   | 고등고시 7회           |               |
| 오성환 | 전두환 | 유태흥 | 1982년 3월~1987년 3월   | 고등고시 8회           |               |
| 김형기 | 전두환 | 유태흥 | 1984년 7월~1988년 7월   | 고등고시 7회           |               |
| 정기승 | 전두환 | 유태흥 | 1985년 3월~1988년 7월   | 고등고시 8회           |               |
| 김용철 | 전두환 | 전두환 | 1986년 4월~1988년 7월   | 조선변호사시험 3회     | 9대 대법원장  |
| 이병후 | 전두환 | 김용철 | 1986년 4월~1988년 7월   | 고등고시 8회           |               |
| 이명희 | 전두환 | 김용철 | 1986년 4월~1988년 7월   | 고등고시 8회           |               |
| 이준승 | 전두환 | 김용철 | 1986년 4월~1988년 7월   | 고등고시 8회           |               |
| 최재호 | 전두환 | 김용철 | 1986년 4월~1993년 10월  | 고등고시 7회           |               |
| 김달식 | 전두환 | 김용철 | 1986년 4월~1988년 7월   | 고등고시 8회           |               |
| 박우동 | 전두환 | 김용철 | 1986년 4월~1993년 10월  | 고등고시 8회           |               |
| 황선당 | 전두환 | 김용철 | 1986년 4월~1988년 7월   | 고등고시 8회           |               |
| 윤관   | 전두환 | 김용철 | 1986년 4월~1993년 9월   | 고등고시 10회          |               |
| 배석   | 전두환 | 김용철 | 1987년 3월~1991년 8월   | 고등고시 8회           |               |
| 이일규 | 노태우 | 노태우 | 1988년 7월~1990년 12월  | 조선변호사사험 2회     | 10대 대법원장 |
| 김덕주 | 노태우 | 이일규 | 1988년 7월~1990년 12월  | 고등고시 7회           |               |
| 이회창 | 노태우 | 이일규 | 1988년 7월~1993년 2월   | 고등고시 8회           |               |
| 이재성 | 노태우 | 이일규 | 1988년 7월~1992년 4월   | 고등고시 7회           |               |
| 배만운 | 노태우 | 이일규 | 1988년 7월~1994년 7월   | 고등고시 9회           |               |
| 안우만 | 노태우 | 이일규 | 1988년 7월~1994년 7월   | 고등고시 11회          |               |
| 윤영철 | 노태우 | 이일규 | 1988년 7월~1994년 7월   | 고등고시 11회          |               |
| 김용준 | 노태우 | 이일규 | 1988년 7월~1994년 7월   | 고등고시 9회           |               |
| 김상원 | 노태우 | 이일규 | 1988년 7월~1994년 7월   | 고등고시 8회           |               |
| 김주한 | 노태우 | 이일규 | 1988년 7월~1994년 7월   | 고등고시 11회          |               |
| 김덕주 | 노태우 | 노태우 | 1990년 12월~1993년 9월  | 고등고시 7회           | 11대 대법원장 |
| 김석수 | 노태우 | 김덕주 | 1991년 1월~1997년 1월   | 고등고시 10회          |               |
| 박만호 | 노태우 | 김덕주 | 1991년 9월~1997년 9월   | 고등고시 13회          |               |
| 최종영 | 노태우 | 김덕주 | 1992년 8월~1998년 8월   | 고등고시 13회          |               |
| 천경송 | 김영삼 | 김덕주 | 1993년 3월~1999년 2월   | 고등고시 13회          |               |
| 윤관   | 김영삼 | 김영삼 | 1993년 9월~1999년 9월   | 고등고시 10회          | 12대 대법원장 |
| 정귀호 | 김영삼 | 윤관   | 1993년 10월~1999년 10월 | 고등고시 15회          |               |
| 안용득 | 김영삼 | 윤관   | 1993년 10월~1999년 10월 | 고등고시 13회          |               |
| 박준서 | 김영삼 | 윤관   | 1993년 10월~1999년 10월 | 고등고시 15회          |               |
| 이돈희 | 김영삼 | 윤관   | 1994년 7월~2000년 7월   | 고등고시 13회          |               |
| 김형선 | 김영삼 | 윤관   | 1994년 7월~2000년 7월   | 고등고시 14회          |               |
| 지창권 | 김영삼 | 윤관   | 1994년 7월~2000년 7월   | 사법시험 1회           |               |
| 신성택 | 김영삼 | 윤관   | 1994년 7월~2000년 7월   | 고등고시 16회          |               |
| 이용훈 | 김영삼 | 윤관   | 1994년 7월~2000년 7월   | 고등고시 15회          |               |
| 이임수 | 김영삼 | 윤관   | 1994년 7월~2000년 7월   | 사법시험 1회           |               |
| 송진훈 | 김영삼 | 윤관   | 1997년 2월~2003년 2월   | 고등고시 16회          |               |
| 서성   | 김영삼 | 윤관   | 1997년 9월~2003년 9월   | 사법시험 1회           |               |
| 조무제 | 김대중 | 윤관   | 1998년 8월~2004년 8월   | 사법시험 4회           |               |
| 변재승 | 김대중 | 윤관   | 1999년 2월~2005년 2월   | 사법시험 1회           |               |
| 최종영 | 김대중 | 김대중 | 1999년 9월~2005년 9월   | 고등고시 13회          | 13대 대법원장 |
| 유지담 | 김대중 | 최종영 | 1999년 10월~2005년 10월 | 사법시험 5회           |               |
| 윤재식 | 김대중 | 최종영 | 1999년 10월~2005년 10월 | 사법시험 2회           |               |
| 이용우 | 김대중 | 최종영 | 1999년 10월~2005년 10월 | 사법시험 4회           |               |
| 배기원 | 김대중 | 최종영 | 2000년 7월~2005년 11월  | 사법시험 5회           |               |
| 강신욱 | 김대중 | 최종영 | 2000년 7월~2006년 7월   | 사법시험 9회           |               |
| 이규홍 | 김대중 | 최종영 | 2000년 7월~2006년 7월   | 사법시험 8회           |               |
| 이강국 | 김대중 | 최종영 | 2000년 7월~2006년 7월   | 사법시험 8회           |               |
| 손지열 | 김대중 | 최종영 | 2000년 7월~2006년 7월   | 사법시험 9회           |               |
| 박재윤 | 김대중 | 최종영 | 2000년 7월~2006년 7월   | 사법시험 9회           |               |
| 고현철 | 김대중 | 최종영 | 2003년 2월~2009년 2월   | 사법시험 5회           |               |
| 김용담 | 노무현 | 최종영 | 2003년 9월~2009년 9월   | 사법시험 11회          |               |
| 김영란 | 노무현 | 최종영 | 2004년 8월~2010년 8월   | 사법시험 20회          |               |
| 양승태 | 노무현 | 최종영 | 2005년 2월~2011년 2월   | 사법시험 12회          |               |
| 이용훈 | 노무현 | 노무현 | 2005년 9월~2011년 9월   | 고등고시 15회          | 14대 대법원장 |
| 김황식 | 노무현 | 이용훈 | 2005년 11월~2008년 7월  | 사법시험 14회          |               |
| 박시환 | 노무현 | 이용훈 | 2005년 11월~2011년 11월 | 사법시험 21회          |               |
| 김지형 | 노무현 | 이용훈 | 2005년 11월~2011년 11월 | 사법시험 21회          |               |
| 이홍훈 | 노무현 | 이용훈 | 2006년 7월~2011년 5월   | 사법시험 14회          |               |
| 박일환 | 노무현 | 이용훈 | 2006년 7월~2012년 7월   | 사법시험 15회          |               |
| 김능환 | 노무현 | 이용훈 | 2006년 7월~2012년 7월   | 사법시험 17회          |               |
| 전수안 | 노무현 | 이용훈 | 2006년 7월~2012년 7월   | 사법시험 18회          |               |
| 안대희 | 노무현 | 이용훈 | 2006년 7월~2012년 7월   | 사법시험 17회          |               |
| 차한성 | 이명박 | 이용훈 | 2008년 3월~2014년 3월   | 사법시험 17회          |               |
| 양창수 | 이명박 | 이용훈 | 2008년 9월~2014년 9월   | 사법시험 16회          |               |
| 신영철 | 이명박 | 이용훈 | 2009년 2월~2015년 2월   | 사법시험 18회          |               |
| 민일영 | 이명박 | 이용훈 | 2009년 9월~2015년 9월   | 사법시험 20회          |               |
| 이인복 | 이명박 | 이용훈 | 2010년 9월~2016년 9월   | 사법시험 21회          |               |
| 이상훈 | 이명박 | 이용훈 | 2011년 2월~2017년 2월   | 사법시험 19회          |               |
| 박병대 | 이명박 | 이용훈 | 2011년 6월~2017년 6월   | 사법시험 21회          |               |
| 양승태 | 이명박 | 이명박 | 2011년 9월~2017년 9월   | 사법시험 12회          | 15대 대법원장 |
| 김용덕 | 이명박 | 양승태 | 2012년 1월~2018년 1월   | 사법시험 21회          |               |
| 박보영 | 이명박 | 양승태 | 2012년 1월~2018년 1월   | 사법시험 26회          |               |
| 고영한 | 이명박 | 양승태 | 2012년 8월~2018년 8월   | 사법시험 21회          |               |
| 김창석 | 이명박 | 양승태 | 2012년 8월~2018년 8월   | 사법시험 23회          |               |
| 김신   | 이명박 | 양승태 | 2012년 8월~2018년 8월   | 사법시험 22회          |               |
| 김소영 | 이명박 | 양승태 | 2012년 11월~2018년 11월 | 사법시험 29회          |               |
| 조희대 | 박근혜 | 양승태 | 2014년 3월~2020년 3월   | 사법시험 23회          |               |
| 권순일 | 박근혜 | 양승태 | 2014년 9월~2020년 9월   | 사법시험 22회          |               |
| 박상옥 | 박근혜 | 양승태 | 2015년 5월~2021년 5월   | 사법시험 20회          |               |
| 이기택 | 박근혜 | 양승태 | 2015년 9월~2021년 9월   | 사법시험 23회          |               |
| 김재형 | 박근혜 | 양승태 | 2016년 9월~2022년 9월   | 사법시험 28회          |               |
| 조재연 | 문재인 | 양승태 | 2017년 7월~2023년 7월   | 사법시험 22회          |               |
| 박정화 | 문재인 | 양승태 | 2017년 7월~2023년 7월   | 사법시험 30회          |               |
| 김명수 | 문재인 | 문재인 | 2017년 9월~2023년 9월   | 사법시험 25회          | 16대 대법원장 |
| 안철상 | 문재인 | 김명수 | 2018년 1월~2024년 1월   | 사법시험 24회          |               |
| 민유숙 | 문재인 | 김명수 | 2018년 1월~2024년 1월   | 사법시험 28회          |               |
| 김선수 | 문재인 | 김명수 | 2018년 8월~2024년 8월   | 사법시험 27회          |               |
| 노정희 | 문재인 | 김명수 | 2018년 8월~2024년 8월   | 사법시험 29회          |               |
| 이동원 | 문재인 | 김명수 | 2018년 8월~2024년 8월   | 사법시험 27회          |               |
| 김상환 | 문재인 | 김명수 | 2018년 12월~2024년 12월 | 사법시험 30회          |               |
| 노태악 | 문재인 | 김명수 | 2020년 3월~             | 사법시험 26회          |               |
| 이흥구 | 문재인 | 김명수 | 2020년 9월~             | 사법시험 32회          |               |
| 천대엽 | 문재인 | 김명수 | 2021년 5월~             | 사법시험 31회          |               |
| 오경미 | 문재인 | 김명수 | 2021년 9월~             | 사법시험 35회          |               |
| 오석준 | 윤석열 | 김명수 | 2022년 11월~            | 사법시험 29회          |               |
| 서경환 | 윤석열 | 김명수 | 2023년 7월~             | 사법시험 30회          |               |
| 권영준 | 윤석열 | 김명수 | 2023년 7월~             | 사법시험 35회          |               |
| 조희대 | 윤석열 | 윤석열 | 2023년 12월~            | 사법시험 23회          | 17대 대법원장 |
| 엄상필 | 윤석열 | 조희대 | 2024년 2월 ~            | 사법시험 33회          |               |
| 신숙희 | 윤석열 | 조희대 | 2024년 2월 ~            | 사법시험 35회          |               |
| 노경필 | 윤석열 | 조희대 | 2024년 8월 ~            | 사법시험 33회          |               |
| 박영재 | 윤석열 | 조희대 | 2024년 8월 ~            | 사법시험 32회          |               |
| 이숙연 | 윤석열 | 조희대 | 2024년 8월 ~            | 사법시험 36회          |               |
| 마용주 | 한덕수 | 조희대 | 2025년 4월 ~            | 사법시험 33회          |               |

## 역대 임명동의안 국회 표결 결과
- 제5공화국 이전 헌법에는 대법관 임명에 대한 국회의 동의권이 존재하지 않아 임명 동의 표결이 진행되지 않았다.

| 임명권자 | 후보자 | 날짜             | 투표 결과 | 투표 결과 | 투표 결과 | 투표 결과 | 결과 | 국회   |
| 임명권자 | 후보자 | 날짜             | 찬성      | 반대      | 기권      | 무효      | 결과 | 국회   |
| -------- | ------ | ---------------- | --------- | --------- | --------- | --------- | ---- | ------ |
| 노태우   | 김덕주 | 1988년 7월 9일   | 194       | 87        | 7         | 6         | 가결 | 제13대 |
| 노태우   | 이회창 | 1988년 7월 9일   | 262       | 22        | 6         | 4         | 가결 | 제13대 |
| 노태우   | 최재호 | 1988년 7월 9일   | 277       | 6         | 7         | 4         | 가결 | 제13대 |
| 노태우   | 박우동 | 1988년 7월 9일   | 280       | 7         | 5         | 2         | 가결 | 제13대 |
| 노태우   | 윤관   | 1988년 7월 9일   | 222       | 64        | 7         | 1         | 가결 | 제13대 |
| 노태우   | 배석   | 1988년 7월 9일   | 239       | 46        | 8         | 1         | 가결 | 제13대 |
| 노태우   | 이재성 | 1988년 7월 9일   | 284       | 5         | 5         |           | 가결 | 제13대 |
| 노태우   | 김상원 | 1988년 7월 9일   | 283       | 1         | 7         | 3         | 가결 | 제13대 |
| 노태우   | 배만운 | 1988년 7월 9일   | 224       | 59        | 7         | 4         | 가결 | 제13대 |
| 노태우   | 안우만 | 1988년 7월 9일   | 195       | 87        | 6         | 6         | 가결 | 제13대 |
| 노태우   | 김주한 | 1988년 7월 9일   | 269       | 17        | 7         | 1         | 가결 | 제13대 |
| 노태우   | 윤영철 | 1988년 7월 9일   | 260       | 27        | 6         | 1         | 가결 | 제13대 |
| 노태우   | 김용준 | 1988년 7월 9일   | 283       | 5         | 6         |           | 가결 | 제13대 |
| 노태우   | 김석수 | 1991년 1월 21일  | 245       | 10        | 2         |           | 가결 | 제13대 |
| 노태우   | 박만호 | 1991년 9월 11일  | 238       | 19        | 3         | 5         | 가결 | 제13대 |
| 노태우   | 최종영 | 1992년 8월 12일  | 259       | 14        |           |           | 가결 | 제14대 |
| 김영삼   | 천경송 | 1993년 2월 25일  | 189       | 3         | 1         |           | 가결 | 제14대 |
| 김영삼   | 안용득 | 1993년 10월 9일  | 246       | 7         | 2         |           | 가결 | 제14대 |
| 김영삼   | 정귀호 | 1993년 10월 9일  | 249       | 4         | 2         |           | 가결 | 제14대 |
| 김영삼   | 박준서 | 1993년 10월 9일  | 249       | 4         | 2         |           | 가결 | 제14대 |
| 김영삼   | 이돈희 | 1994년 7월 9일   | 160       | 6         | 4         |           | 가결 | 제14대 |
| 김영삼   | 김형선 | 1994년 7월 9일   | 168       | 1         | 1         |           | 가결 | 제14대 |
| 김영삼   | 지창권 | 1994년 7월 9일   | 168       | 1         | 1         |           | 가결 | 제14대 |
| 김영삼   | 신성택 | 1994년 7월 9일   | 168       | 2         |           |           | 가결 | 제14대 |
| 김영삼   | 이용훈 | 1994년 7월 9일   | 166       | 3         | 1         |           | 가결 | 제14대 |
| 김영삼   | 이임수 | 1994년 7월 9일   | 168       | 1         | 1         |           | 가결 | 제14대 |
| 김영삼   | 송진훈 | 1997년 2월 17일  | 199       | 19        | 2         | 3         | 가결 | 제15대 |
| 김영삼   | 서성   | 1997년 9월 10일  | 142       | 32        | 4         | 12        | 가결 | 제15대 |
| 김대중   | 조무제 | 1998년 8월 17일  | 232       | 19        | 4         | 2         | 가결 | 제15대 |
| 김대중   | 변재승 | 1999년 2월 22일  | 228       | 9         |           | 2         | 가결 | 제15대 |
| 김대중   | 윤재식 | 1999년 10월 2일  | 173       | 34        | 2         | 1         | 가결 | 제15대 |
| 김대중   | 이용우 | 1999년 10월 2일  | 177       | 29        | 2         | 2         | 가결 | 제15대 |
| 김대중   | 유지담 | 1999년 10월 2일  | 186       | 22        | 1         | 1         | 가결 | 제15대 |
| 김대중   | 이규홍 | 2000년 7월 10일  | 219       | 22        | 9         | 2         | 가결 | 제16대 |
| 김대중   | 이강국 | 2000년 7월 10일  | 218       | 22        | 10        | 2         | 가결 | 제16대 |
| 김대중   | 손지열 | 2000년 7월 10일  | 224       | 20        | 7         | 1         | 가결 | 제16대 |
| 김대중   | 박재윤 | 2000년 7월 10일  | 170       | 67        | 12        | 3         | 가결 | 제16대 |
| 김대중   | 강신욱 | 2000년 7월 10일  | 178       | 69        | 3         | 2         | 가결 | 제16대 |
| 김대중   | 배기원 | 2000년 7월 10일  | 222       | 21        | 5         | 4         | 가결 | 제16대 |
| 김대중   | 고현철 | 2003년 2월 17일  | 215       | 19        |           | 1         | 가결 | 제16대 |
| 노무현   | 김용담 | 2003년 9월 5일   | 198       | 5         |           | 1         | 가결 | 제16대 |
| 노무현   | 김영란 | 2004년 8월 23일  | 208       | 61        |           | 2         | 가결 | 제17대 |
| 노무현   | 양승태 | 2005년 2월 25일  | 234       | 24        |           | 4         | 가결 | 제17대 |
| 노무현   | 김황식 | 2005년 11월 16일 | 243       | 22        | 1         | 6         | 가결 | 제17대 |
| 노무현   | 박시환 | 2005년 11월 16일 | 159       | 104       | 2         | 7         | 가결 | 제17대 |
| 노무현   | 김지형 | 2005년 11월 16일 | 234       | 33        |           | 5         | 가결 | 제17대 |
| 노무현   | 김능환 | 2006년 6월 30일  | 238       | 7         | 2         | 2         | 가결 | 제17대 |
| 노무현   | 박일환 | 2006년 6월 30일  | 233       | 12        | 2         | 2         | 가결 | 제17대 |
| 노무현   | 안대희 | 2006년 6월 30일  | 196       | 46        | 4         | 3         | 가결 | 제17대 |
| 노무현   | 이홍훈 | 2006년 6월 30일  | 231       | 15        | 1         | 2         | 가결 | 제17대 |
| 노무현   | 전수안 | 2006년 6월 30일  | 217       | 29        | 1         | 2         | 가결 | 제17대 |
| 이명박   | 차한성 | 2008년 2월 29일  | 248       | 21        |           | 1         | 가결 | 제17대 |
| 이명박   | 양창수 | 2008년 9월 5일   | 175       | 51        | 1         | 4         | 가결 | 제18대 |
| 이명박   | 신영철 | 2009년 2월 12일  | 212       | 23        |           | 2         | 가결 | 제18대 |
| 이명박   | 민일영 | 2009년 9월 16일  | 169       | 84        | 1         | 3         | 가결 | 제18대 |
| 이명박   | 이인복 | 2010년 9월 1일   | 160       | 85        | 1         | 6         | 가결 | 제18대 |
| 이명박   | 이상훈 | 2011년 2월 25일  | 117       | 64        | 6         |           | 가결 | 제18대 |
| 이명박   | 박병대 | 2011년 6월 1일   | 146       | 89        | 2         |           | 가결 | 제18대 |
| 이명박   | 김용덕 | 2012년 1월 1일   | 203       | 4         | 1         |           | 가결 | 제18대 |
| 이명박   | 박보영 | 2012년 1월 1일   | 200       | 7         | 1         |           | 가결 | 제18대 |
| 이명박   | 고영한 | 2012년 8월 1일   | 226       | 39        | 5         |           | 가결 | 제19대 |
| 이명박   | 김신   | 2012년 8월 1일   | 162       | 107       | 1         |           | 가결 | 제19대 |
| 이명박   | 김창석 | 2012년 8월 1일   | 173       | 94        | 3         |           | 가결 | 제19대 |
| 이명박   | 김소영 | 2012년 11월 1일  | 223       | 7         | 7         |           | 가결 | 제19대 |
| 박근혜   | 조희대 | 2014년 2월 20일  | 230       | 4         |           |           | 가결 | 제19대 |
| 박근혜   | 권순일 | 2014년 9월 3일   | 233       | 5         | 4         |           | 가결 | 제19대 |
| 박근혜   | 박상옥 | 2015년 5월 6일   | 151       | 6         | 1         |           | 가결 | 제19대 |
| 박근혜   | 이기택 | 2015년 9월 8일   | 178       | 74        | 8         |           | 가결 | 제19대 |
| 박근혜   | 김재형 | 2016년 9월 2일   | 216       | 7         | 6         |           | 가결 | 제20대 |
| 문재인   | 박정화 | 2017년 7월 18일  | 214       | 45        | 4         |           | 가결 | 제20대 |
| 문재인   | 조재연 | 2017년 7월 18일  | 198       | 60        | 5         |           | 가결 | 제20대 |
| 문재인   | 민유숙 | 2017년 12월 29일 | 192       | 44        | 10        |           | 가결 | 제20대 |
| 문재인   | 안철상 | 2017년 12월 29일 | 231       | 11        | 4         |           | 가결 | 제20대 |
| 문재인   | 노정희 | 2018년 7월 26일  | 228       | 39        | 4         |           | 가결 | 제20대 |
| 문재인   | 이동원 | 2018년 7월 26일  | 247       | 22        | 2         |           | 가결 | 제20대 |
| 문재인   | 김선수 | 2018년 7월 26일  | 162       | 107       | 2         |           | 가결 | 제20대 |
| 문재인   | 김상환 | 2018년 12월 27일 | 161       | 81        | 1         | 8         | 가결 | 제20대 |
| 문재인   | 노태악 | 2020년 2월 26일  | 199       | 32        | 14        |           | 가결 | 제20대 |
| 문재인   | 이흥구 | 2020년 9월 7일   | 209       | 65        | 6         |           | 가결 | 제21대 |
| 문재인   | 천대엽 | 2021년 4월 29일  | 234       | 27        | 5         |           | 가결 | 제21대 |
| 문재인   | 오경미 | 2021년 9월 16일  | 184       | 19        | 5         |           | 가결 | 제21대 |
| 윤석열   | 오석준 | 2022년 11월 24일 | 220       | 51        | 5         |           | 가결 | 제21대 |
| 윤석열   | 권영준 | 2023년 7월 18일  | 215       | 35        | 15        |           | 가결 | 제21대 |
| 윤석열   | 서경환 | 2023년 7월 18일  | 243       | 15        | 7         |           | 가결 | 제21대 |
| 윤석열   | 신숙희 | 2024년 2월 29일  | 246       | 11        | 6         |           | 가결 | 제21대 |
| 윤석열   | 엄상필 | 2024년 2월 29일  | 242       | 11        | 10        |           | 가결 | 제21대 |
| 윤석열   | 노경필 | 2024년 8월 1일   | 272       | 10        | 1         |           | 가결 | 제22대 |
| 윤석열   | 박영재 | 2024년 8월 1일   | 269       | 12        | 2         |           | 가결 | 제22대 |
| 윤석열   | 이숙연 | 2024년 8월 5일   | 206       | 58        | 7         |           | 가결 | 제22대 |
| 한덕수   | 마용주 | 2024년 12월 27일 | 186       | 5         | 2         |           | 가결 | 제22대 |

## 같이 보기
- 대한민국 대법원
- 대한민국의 대법원장